# Eurogroup Laminations
Eurogroup Laminations è una azienda multinazionale italiana avente sede a Baranzate, leader nella progettazione, produzione e distribuzione di statori e rotori per motori e generatori elettrici.
È quotata dal febbraio 2023 alla Borsa di Milano ed è compresa nell'indice FTSE Italia All Share.

## Storia
L'azienda, nata col nome di Eurotranciatura S.p.A, venne fondata nel 1967 con una struttura di tre cugini e sei operai.
A partire dalla metà degli anni 80, l'azienda ha iniziato un processo di espansione geografica, sviluppandosi principalmente nel mercato europeo, tramite l'annessione di altre aziende come Alcast, specializzata nella pressofusione dei pacchi rotori prodotti da Eurotranciatura S.p.A., e Corrada, operante nella progettazione e produzione di stampi per tranciatura di lamierini in acciaio elettrico per motori, generatori, trasformatori e contatori elettrici. La fusione di Eurotranciatura, Alcast e Corrada ha dato vita a EuroGroup Laminations con obiettivo di espansione internazionale.
Nel 2006, venne installato il primo stabilimento estero, in Messico, a cui fanno seguito quelli in Tunisia, Cina e Stati Uniti, nonché collaborazioni e joint-ventures con partner giapponesi come Kuroda o Marubeni-Itochu Steel. Ad oggi, il Gruppo conta 16 stabilimenti produttivi, di cui 10 in Italia e 6 all’estero (1 in Messico, 2 in Cina, 1 negli Stati Uniti, 1 in Tunisia e 1 in India).
Nel corso degli anni 2010, Eurogroup Laminations ha accelerato il percorso verso la mobilità elettrica, producendo rotori e statori per motori elettrici per clienti come Volkswagen e Porsche.
Il 2020 vede l’entrata del fondo di Private Equity Tikehau Capital nel Gruppo. Tre anni dopo, l'azienda si è quotata presso la Borsa Italiana.

## Attività
Con 14 stabilimenti in 4 continenti, Eurogroup Laminations ha registrato negli ultimi anni tassi di crescita a doppia cifra grazie alle commesse ottenute da gran parte dei maggiori costruttori automobilistici globali. In sostanza, il cuore dei propulsori delle auto elettriche della Volkswagen, della Porsche, della Cummins e di altri dispositivi come i generatori (tra i suoi clienti figurano anche Marelli, Bosch, Siemens, ABB e Bombardier) arriva dal gruppo.
L'azienda opera in due segmenti di attività con specifiche business unit: EV & Automotive, attiva nel settore della trazione per i veicoli elettrici a batteria e ibridi di ultima generazione, nonché nella produzione di statori e rotori per motori elettrici ausiliari presenti su tutti i veicoli,e Industrial, la business unit storica del Gruppo che produce nuclei motore utilizzati in varie applicazioni, tra cui, applicazioni industriali, automazione domestica, apparecchiature HVAC (Heating, Ventilation and Air Conditioning), energia eolica, logistica e pompe.
A fronte del significativo portafoglio ordini e nell’ambito di un Progetto di Sviluppo e Innovazione a supporto dei veicoli elettrici, a fine 2023 il Gruppo ha ottenuto da parte del Ministero delle Imprese e del Made in Italy e di Invitalia un contributo a fondo perduto pari fino ad un massimo di 13,3 milioni di euro a fronte di 80 milioni di euro in investimenti programmati. 
Ad agosto 2024, EuroGroup Laminations annuncia il suo ingresso nel mercato indiano, con la sottoscrizione di un accordo di investimento per l’acquisto del 40% del capitale sociale della società indiana Kumar Precision Stampings Private Limited, tra i principali operatori locali nella produzione e distribuzione di statori e rotori per motori elettrici per varie applicazioni industriali e domestiche (tra cui HVAC, railway, home appliances, pompe e generatori), attiva anche nella produzione di lamierini magnetici per trasformatori. Allo stesso periodo risale anche la firma di un Memorandum of Understanding preliminare di partnership strategica tra il Gruppo e Hixih Rubber Industry Group, azienda cinese attiva nella componentistica per il mercato automotive, alla presenza del Ministro delle Imprese e del Made in Italy, Adolfo Urso.

## Azionariato
Attualmente, i principali azionisti di Eurogroup Laminations sono: Euro Management Services S.p.A., veicolo societario detenuto dalle famiglie dei fondatori e del management, con il 45,7%, Il fondo di Private Equity Tikehau Investment Management con il 7,9%, Il Flottante su MTA equivale al 43,4% del totale delle azioni e il restante 3% è relativo alle azioni proprie in portafoglio.
Data: 19 Giugno 2024